# Fium Orbu
Der Fium Orbu (auch Fiumorbo genannt) ist ein Fluss in Frankreich, der auf der Insel Korsika verläuft. Er entspringt an der Nordwestflanke des Monte Giovanni (1950 m), nahe der Skistation Val-d’Ése. Die Quelle liegt im Regionalen Naturpark Korsika, im Gemeindegebiet von Palneca. Im Oberlauf wird der Fluss als Rau de Marmano bezeichnet. Er entwässert zunächst Richtung Nordost durch das Korsische Gebirge in der Landschaft Fiumorobo, schwenkt dann auf Ost und Südost, erreicht die Ebene und mündet nach insgesamt rund 46 Kilometern im Gemeindegebiet von Prunelli-di-Fiumorbo  in das Tyrrhenische Meer. Auf seinem Weg berührt der Fium Orbu die Départements Corse-du-Sud und Haute-Corse.

## Orte am Fluss
(Reihenfolge in Fließrichtung)
- Ghisoni
- Prunelli-di-Fiumorbo
- Ghisonaccia